# Arbignieu
Arbignieu – miejscowość i dawna gmina we Francji, w regionie Owernia-Rodan-Alpy, w departamencie Ain. W dniu 1 stycznia 2016 roku z połączenia dwóch ówczesnych gmin – Arbignieu oraz Saint-Bois – powstała nowa gmina Arboys en Bugey. Siedzibą gminy została miejscowość Arbignieu. W 2013 roku populacja Arbignieu wynosiła 503 mieszkańców. 